# Macrocoma meruensis
Macrocoma meruensis é uma espécie de indígena de escaravelho da folha na República Democrática do Congo, creia-se que tenha sido descrito por Weise em 1909.